# タヒチ・クープ・デ・シャンピオン
クープ・デ・チャンピオン（フランス語: Coupe des Champions）とは、タヒチ・ディビジョン・フェデレールの優勝クラブとタヒチカップの勝者による試合である。

## 歴代優勝クラブ
- 1995 : ASヴェニュス
- 1996 : ASピレー
- 1997 : ASドラゴン 2-0 ASヴェニュス
- 1998 : 不明
- 1999 : ASヴェニュス
- 2000-06 : 不明
- 2007 : ASテファナ 3-1 ASマヌ・ウラ
- 2008 : ASマヌ・ウラ 0-0 ASテファナ (aet, 5-4 pens)
- 2009-2013 : 不明
- 2014 : ASテファナ 3-2 ASピレー
- 2015 : 不明
- 2016 : ASドラゴン 2-1 ASテファナ
- 2017 : ASテファナ 4-2 ASドラゴン
- 2018 : ASセントラル・スポルト 5-4 ASドラゴン